# Gondos Tibor
Gondos Tibor (Szentendre, 1928. október 10. – Budapest, 2021. március 6.) labdarúgó, csatár, edző.

## Pályafutása

### Klubcsapatban
1951–1952 között a Bp. Bástya labdarúgója volt. Első bajnoki címét itt szerezte 1951-ben. 1953–1956 között a Diósgyőri VTK csapatában szerepelt. 1957–1965 között a Csepel SC játékosa volt, ahol második bajnoki címét szerezte 1958–59-ben. A Csepel csapatában összesen 100 bajnoki mérkőzésen szerepelt és 22 gólt szerzett.
Sinkovits Imre így emlékezett Gondos Tiborra: „Annak idején az óbudai Árpád Gimnázium diákcsapatában játszottam, ahol osztálytársam volt Gondos Tibi, a Csepel futballistája. Ő volt az  osztály lelke futball tekintetében. Néhányszor megfektetett engem is az Árpád fejedelem úti Duna-parti fekete salakos pályán. Melyik gyerek nem futballozott abban az időben grundokon? Persze, nem igazi labdával, mert ha valakinek bőrlabdája volt, akkor minden tizenegyest ő rúgott.”

### Edzőként
1965-től a Csepel SC serdülő labdarúgócsapatának edzője volt.

## Sikerei, díjai
- Magyar bajnokság
  - bajnok: 1951, 1958–59
  - 2.: 1952
- Magyar labdarúgókupa
  - győztes: 1952